# Новак, Кшиштоф
Кши́штоф Дамьян Но́вак (пол. Krzysztof Nowak; 27 сентября 1975, Варшава, Польша — 26 мая 2005, Вольфсбург, Германия) — польский футболист, полузащитник. Наиболее известен по выступлениям за клуб «Вольфсбург».

## Клубная карьера
Начал карьеру в родной Польше, выступал за клубы «Сокол» (Пневы) и «Тыхы».
В 1995 году отправился в Грецию, где подписал контракт с местным «Панахаики». Однако уже через полгода вернулся в Польшу и подписал контракт с варшавской «Легией». Так и не став там основным, принял приглашение из Бразилии и стал игроком клуба «Атлетико Паранаэнсе».
В 1998 году перешёл в немецкий «Вольфсбург», с которым связаны основные успехи его карьеры. Новак быстро стал основным игроком команды Вольфганга Вольфа, недавно вышедшей в Первую Бундеслигу, и вместе с ней сразу же попал в Кубок УЕФА. Выступал под 10-м номером.

## Международная карьера
Дебютировал в сборной Польши в 1997 году в игре против Грузии. Матч завершился победой поляков со счётом 4:1, Новак отличился голом. Этот гол так и остался единственным для него за сборную.
В 1999 году, уже выступая за «Вольфсбург», стал основным игроком сборной. Всего на его счету 10 матчей.
Статистика выступлений за сборную страны
| Матчи Кшиштофа Новака за сборную Польши | Матчи Кшиштофа Новака за сборную Польши | Матчи Кшиштофа Новака за сборную Польши | Матчи Кшиштофа Новака за сборную Польши | Матчи Кшиштофа Новака за сборную Польши | Матчи Кшиштофа Новака за сборную Польши |
| --------------------------------------- | --------------------------------------- | --------------------------------------- | --------------------------------------- | --------------------------------------- | --------------------------------------- |
| №                                       | Дата                                    | Оппонент                                | Счёт                                    | Голы                                    | Соревнование                            |
| 1                                       | 14 июня 1997                            | Грузия                                  | 4 : 1                                   | 1                                       | Отборочный матч ЧМ 1998                 |
| 2                                       | 8 февраля 1998                          | Парагвай                                | 0 : 4                                   | -                                       | Товарищеский матч                       |
| 3                                       | 3 февраля 1999                          | Мальта                                  | 1 : 0                                   | -                                       | Товарищеский матч                       |
| 4                                       | 3 марта 1999                            | Армения                                 | 1 : 0                                   | -                                       | Товарищеский матч                       |
| 5                                       | 28 апреля 1999                          | Чехия                                   | 2 : 1                                   | -                                       | Товарищеский матч                       |
| 6                                       | 4 июня 1999                             | Болгария                                | 2 : 0                                   | -                                       | Отборочный матч ЧЕ 2000                 |
| 7                                       | 9 июня 1999                             | Люксембург                              | 3 : 2                                   | -                                       | Отборочный матч ЧЕ 2000                 |
| 8                                       | 18 августа 1999                         | Испания                                 | 1 : 2                                   | -                                       | Товарищеский матч                       |
| 9                                       | 8 сентября 1999                         | Англия                                  | 0 : 0                                   | -                                       | Отборочный матч ЧЕ 2000                 |
| 10                                      | 9 октября 1999                          | Швеция                                  | 0 : 2                                   | -                                       | Отборочный матч ЧЕ 2000                 |

## Болезнь и смерть
В 2000 году Новаку была диагностирована неизлечимая болезнь — боковой амиотрофический склероз. Последний матч он провёл 10 февраля 2001 года против берлинской «Герты», выйдя на замену. После этого на поле уже не выходил, однако регулярно приезжал на домашние матчи клуба и общался с партнёрами.
В 2002 году «Вольфсбург» организовал фонд Кшиштофа Новака по изучению бокового амиотрофического склероза. 21 января 2003 года состоялся благотворительный товарищеский матч, в котором соперником «волков» выступила мюнхенская «Бавария».
Скончался 26 мая 2005 года в Вольфсбурге, похоронен 4 июня там же. У него остались жена Беата и две дочери — Максимилиана и Мария.